# Mafalda de Saboia (1902–1944)
Mafalda Maria Isabel Ana Romana de Saboia (em italiano: Mafalda Maria Elisabetta Anna Romana di Savoia; Roma, 19 de novembro de 1902 – Weimar, 28 de agosto de 1944) foi uma princesa italiana, filha do rei Vítor Emanuel III da Itália e Helena de Montenegro. Casada com um príncipe alemão, foi prisioneira política em no campo de concentração de Buchenwald durante a Segunda Guerra Mundial, onde faleceu após um bombardeio no qual ficou gravemente ferida.

## Biografia

### Primeiros anos

Mafalda na infância

Mafalda nasceu em 19 de novembro de 1902 no Palácio do Quirinal.  Era a segunda filha do rei Vítor Emanuel III da Itália e da sua esposa Helena de Montenegro. Mafalda foi batizada em 15 de dezembro de 1902 no Palácio do Quirinal em Roma. Pertencia à Casa de Saboia através de seu pai. Sua mãe, Helena, era filha do rei Nicolau I de Montenegro e de Milena Vukotić o que fazia com que Mafalda tivesse ascendência eslava por parte da mãe.
Na altura de seu nascimento Mafalda tinha uma irmã mais velha, Iolanda, e depois, foi irmã mais velha de quatro irmãos; Humberto (futuro rei Humberto II da Itália, Joana (futura czarina da Bulgária) e Maria Francisca.
Durante a sua infância era muito chegada à sua mãe de quem herdou o seu amor por música e outras artes. Durante a Primeira Guerra Mundial, acompanhou-a em visitas a hospitais militares italianos.

### Casamento

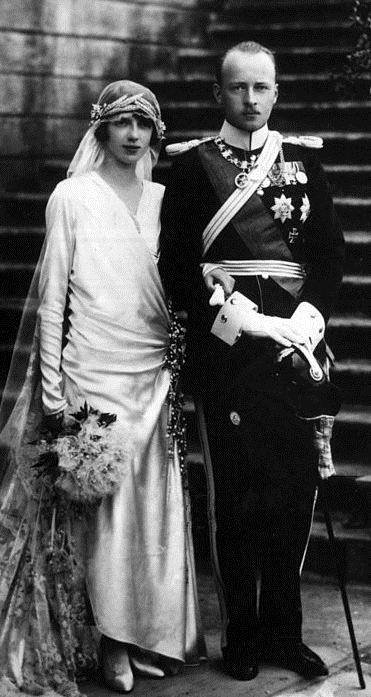
Mafalda e Filipe em seu casamento, em 1925

No dia 23 de setembro de 1925, Mafalda casou-se com o príncipe Filipe de Hesse-Cassel no Castelo de Racconigi. O príncipe Filipe era um membro leal do Partido Nazista e o seu irmão Cristóvão fazia parte da alta hierarquia do partido e casou-se com a princesa Sofia da Grécia e Dinamarca, irmã do príncipe Filipe, Duque de Edimburgo, o futuro marido da rainha Isabel II do Reino Unido.
O seu marido era bissexual e o casamento só ocorreu como parte de uma aliança de colocar a Itália de Benito Mussolini numa posição privilegiada para as negociações entre o governo nazi alemão.
Mafalda era contraria aos ideais do Partido Nazi. Durante a Segunda Guerra Mundial, Adolf Hitler acreditava que a princesa Mafalda estava a trabalhar contra a guerra e chamou-a de "o membro mais podre da casa real italiana".

### Prisão e morte
No inicio de setembro de 1943, a princesa Mafalda foi até à Bulgária para estar presente no funeral do seu cunhado, o czar Boris III. Enquanto lá estava, foi informada da rendição italiana às forças aliadas, que o seu marido estava em prisão domiciliária na Baviera e que os seus filhos tinham sido enviados para o Vaticano que lhes tinha oferecido santuário. A Gestapo deu-lhe uma ordem de prisão e, no dia 23 de setembro, recebeu uma chamada telefónica do hauptsturmführer Karl Hass, do alto comando alemão. O hauptsturmführer informou Mafalda que tinha em sua posse uma mensagem importante do seu marido. Quando chegou à embaixada alemã, Mafalda foi presa, supostamente por estar envolvida em actividades subversivas, mas acredita-se que ela tenha sido feita refém para impedir que o seu pai, o rei da Itália, se opusesse aos interesses alemães na guerra. A princesa Mafalda foi levada para Munique para ser interrogada, depois para Berlim e finalmente para o campo de concentração de Buchenwald.
No dia 24 de agosto de 1944, os aliados bombardearam uma fábrica de munições dentro de Buchenwald. Cerca de quatrocentos prisioneiros foram mortos e Mafalda ficou gravemente ferida. A princesa estava alojada numa casa numa unidade subjacente à fábrica bombardeada e quando o ataque aconteceu, ela foi enterrada até ao pescoço com entulho e sofreu várias queimaduras no braço. As condições no campo de trabalho fizeram com que o braço ficasse infectado e os médicos amputaram-no, fazendo com que sangrasse profundamente durante a operação. Depois do bombardeamento do dia 24 de agosto, diz-se que Mafalda, perto da morte, terá dito a duas prisioneiras italianas: "Lembrem-se de mim não como uma princesa italiana, mas como uma irmã italiana." Mafalda morreu na noite de 26 para 27 de agosto de 1944. O seu corpo foi enterrado no Castelo de Kronberg em Hesse.
A família real de Hesse não foi informada da morte de Mafalda, apesar de rumores sobre a mesma terem começado a circular no final de 1944. A sua morte só foi confirmada depois de os alemães se renderem aos aliados em 1945.
Em 1997, o governo italiano honrou a princesa Mafalda num selo com a sua imagem.

## Cultura popular
Em 2006, o canal de televisão italiano Canale 5 produziu uma mini-série sobre a vida de Mafalda intitulada "Mafalda di Savoia". O papel principal foi interpretado por Stefania Rocca e o seu marido, o príncipe Filipe de Hesse-Cassel foi interpretado por Johannes Brandrup.

## Descendência
Mafalda casou-se no dia 19 de novembro de 1925 com o príncipe Filipe de Hesse-Cassel e teve os seguintes filhos:
- Maurício de Hesse (6 de agosto de 1926 - 23 de maio de 2013) casado com a princesa Tatiana de Sayn-Wittgenstein-Berleburg{divorciados}; com descendência; herdou as casas reais de Hesse-Cassel e Hesse-Darmstadt, fundindo-as em uma.
- «Henrique Guilherme Constantino Vítor Francisco». (30 de outubro de 1927 - 18 de novembro de 1999); nunca se casou nem teve descendentes.
- Otto Adolfo (3 de junho de 1937 - 3 de janeiro de 1998); casou-se primeiro no dia 6 de abril de 1965 com Angela von Doering (divorciaram-se no dia 3 de fevereiro de 1969); sem descendência. Casou-se pela segunda vez no dia 28 de dezembro de 1988 com Elisabeth Bönker; divorciaram-se em 1994; sem descendência
- Isabel Margarida (nascida a 8 de outubro de 1940) casou-se no dia 26 de fevereiro de 1962 em Frankfurt com Friedrich Carl von Oppersdorf; sem descendência.